# Комплекс з виробництва добрив у Квінані
Комплекс з виробництва добрив у Квінані – виробничий майданчик на заході Австралії.
У 1964 році компанія British Petroleum придбала третину капіталу провідного виробника добрив в штаті Західна Австралія компанії Cuming Smith Mount Lyell Farmers Fertiliser Limited (CSML), що після цього була перейменована на Cuming Smith British Petroleum and Farmers Limited (CSBP). Серед численних суперфосфатних заводів CSBP два найстаріші – у Норт-Фрімантлі та Bassendean – знаходились фактично в центрі столиці штату міста Перт, що вже не задовольняло сучасним вимогам. Вирішити цю проблему мало перенесення виробництва до району Квінана, що лежав на південь від Перту та вже встиг стати місцем розташування нафтопереробного заводу British Petroleum.  При цьому майбутній майданчик CSBP мав суттєво розширити свій асортимент, зокрема, за рахунок азотних добрив.
В 1967 – 1968 роках в Квінані запустили виробництва суперфосфату, сульфатної кислоти (дією якої на фосфорити і отримують суперфосфат), фосфорної кислоти (також продукт обробки фосфоритів сульфатною кислотою, проте за іншою технологією), аміаку, нітратної кислоти (виробляють на основі аміаку), нітрату амонію (результат реакції аміаку та нітратної кислоти). Сировиною для виробництва аміаку були гази нафтопереробки сусіднього заводу British Petroleum (при цьому юридично воно належало Kwinana Nitrogen Company, в якій BP та CSBP мали 80% та 20% участі відповідно).  
Частина аміаку шляхом реакції з фосфорною кислотою перетворювали на азотно-фосфорні добрива – моноамонійфосфат та діамонійфосфат. Також продукували азотно-фосфорно-калійні добрива (NPK), для чого на додаток до аміаку і фосфорної кислоти використовували хлорид калію та сульфат амонію. Частину фосфорної кислоти споживало виробництво подвійного суперфосфату (результат обробки фосфоритів сульфатною та фосфорною кислотами) та потрійного суперфосфату (отримують при обробці фосфоритів лише фосфорною кислотою).
Станом на середину 1980-х комплекс мав два цеха сульфатної кислоти продуктивністю по 800 тонн на добу та міг щорічно виробляти 400 тисяч тонн фосфорної кислоти і 40 тисяч тонн нітратної кислоти, тоді як потужність по кінцевій продукції становила 1 млн тонн суперфосфату, 400 тисяч тонн гранульованих добрив (моноамонійфосфату, діамонійфосфату, NPK, подвійного та потрійного суперфосфатів) і 140 тисяч тонн нітрату амонію. Виробничим процесом малої потужності була обробка сульфатною кислотою хлориду калію, унаслідок чого отримували 4 тисячі тонн соляної кислоти та сульфат калію (який теж використовували у продукуванні NPK). Приблизно сьому частину сульфатної кислоти постачали іншим підприємствам, при цьому в свою чергу отримували сульфат амонію з розташованого у тій же Квінані нікелеплавильного заводу.
Первісна потужність Kwinana Nitrogen Company становила 100 тисяч тонн аміаку на рік. В 2000 році на заміну старій ввели нову лінію аміаку річною потужністю 230 тисяч тонн, при цьому сировиною вже був природний газ, що надходить по трубопроводу  Дампір – Банбері. Станом на першу половину 2020-х на сайті CSBP потужність майдачнику по аміаку зазначається як 255 тисяч тонн на рік.
В 2000 та 2008 роках запустили дві лінії нітрату амонію продуктивністю по 235 тисяч тонн на рік, причому частина продукції першої та вся продукція другої призначались для використання як промислова вибухівка. Станом на 2024 рік повна річна продуктивність комплексу рахувалсь як 520 тисяч тонн нітрату амонію.
Комплекс має власні портові потужності, через які провадиться прийом сировини та відвантаження готової продукції. Зокрема, завозять фосфорити, сірку (для продукування сульфатної кислоти), хлорид калію. Також в якийсь момент довелось завозити до 260 тисяч тонн на рік аміаку, що було викликане кількаразовим нарощуванням можливостей з виробництва нітрату амонію.
Не пізніше другої половині 1970-х комплекс отримав систему утилізації тепла технологічних процесів (передусім від спалювання сірки), що дозволяє майже повністю забезпечувати власні потреби у електроенергії та парі. В 2020 році CSBP вдалось виробити 290 млн кВт-год електроенергії.